# Chiesa dei Cordeliers
La chiesa dei Cordeliers, nome completo Chiesa Saint-François-des-Cordeliers, è una chiesa sita nel centro storico di Nancy, accanto al Palazzo dei Duchi di Lorena, dei quali contiene i monumenti funebri. Il convento confinante è oggi parte integrante del Museo della Lorena.
La cappella dell'ex convento dei Cordeliers, che contiene le tombe dei duchi di Lorena, è classificata monumento storico nella lista del 1840. Ha beneficiato di ulteriori classificazioni nel 1945 e nel 2005.

## Storia

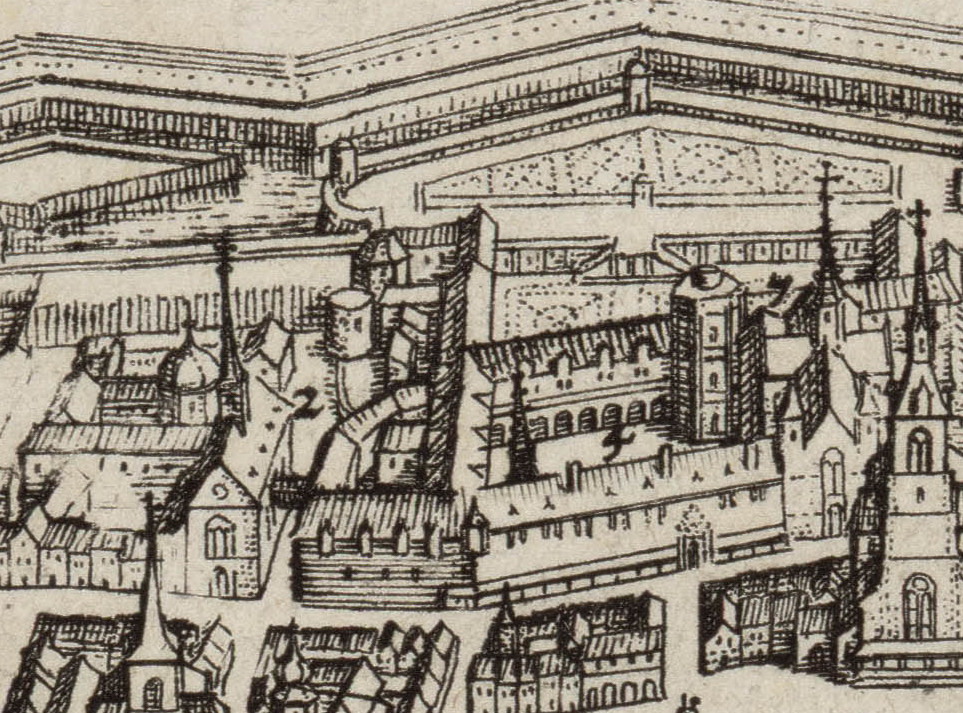
La chiesa intorno al 1620.

Costruita ai tempi di René II di Lorena dopo la battaglia di Nancy, fu consacrata nel 1487, accanto al Palazzo Ducale ricostruito nello stesso periodo. La chiesa divenne poi il luogo di sepoltura dei duchi di Lorena, precedentemente sepolti nella Collegiata di Saint-Georges, oggi scomparsa.
La chiesa fu temporaneamente utilizzata come luogo di culto parrocchiale dal 1857, quando la vecchia chiesa di Saint-Epvre rischiava di andare in rovina, fino a quando quest'ultima non fu ricostruita.

## Architettura

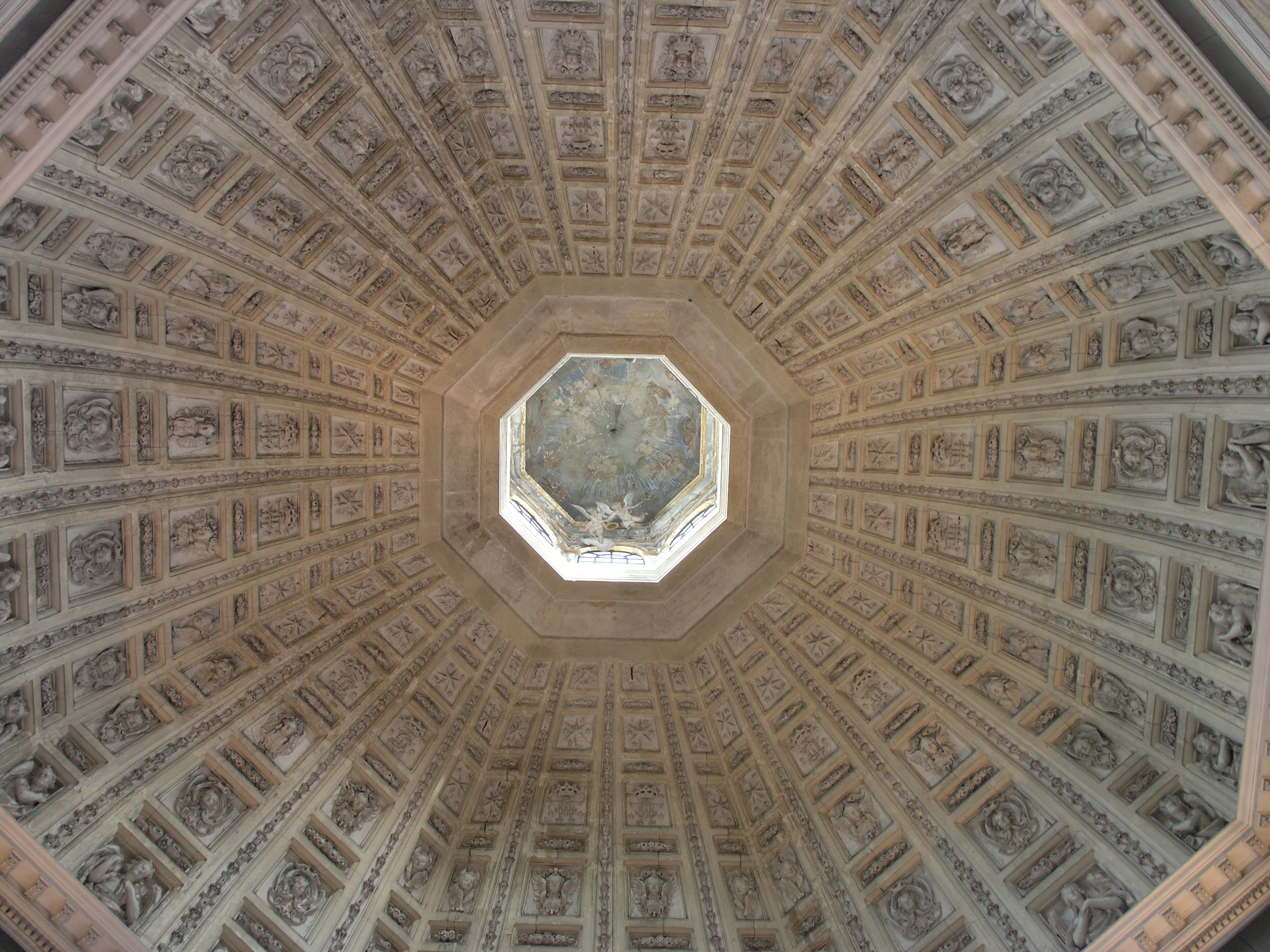
Cupola della cappella dei Cordeliers.

L'edificio sorprende per la sua grande sobrietà esterna, con una lunghezza totale di 73 metri e solo 9 di larghezza. La grande navata unica, tipica dell'architettura delle chiese dei "Cordeliers", era decorata da numerose vetrate (di cui sono visibili alcuni celebri frammenti nel Museo della Lorena), oltre che da affreschi di cui uno intatto rimane al livello del coro.
Lateralmente alla navata si trovano cappelle che ospitano le tombe di alcuni duchi di Lorena. Poco prima dell'altare, sul lato destro, si trova l'imponente monumento funebre policromo rinascimentale del duca René II di Lorena. L'altare è decorato con una pala del 1522, mentre il grande rosone, rifatto in epoca classica, rappresenta lo stemma dei Lorena. A sinistra dell'altare si trova la cappella funeraria dei Principi di Lorena chiusa da un imponente portale recante lo stemma della dinastia. A terra, una botola in legno nasconde l'accesso alla cripta.
Una parte del soffitto è ricoperta da un affresco del XVI secolo, attribuito a Hugues de la Faye, rappresenta gli Angeli che reggono gli strumenti della Passione. Un altro dipinto a tempera è presente sulle prime due campate di sinistra, vicino alle figure sdraiate di Claude de Baudoche e René de Beauvau, ed è dedicato a Notre-Dame-de-Consolation.
Nel XIX secolo, furono installati nel coro gli stalli lignei provenienti dall'Abbazia di Salival e risalenti al 1691.
La cappella Notre-Dame de Lorette, cappella funeraria dei duchi di Lorena, è attigua al coro. L'edificio fu costruito dal 1609 al 1612, in stile barocco italiano con una sorprendente cupola trompe-l'œil.
Questa cappella, creata per volontà di Carlo III di Lorena, contiene le spoglie e i cenotafi di tutti i duchi di Lorena, antenati della famiglia Asburgo-Lorena e quindi l'unico duca di Lorena a non essere sepolto è Francesco I di Lorena che, divenuto Imperatore del Sacro Impero, fu sepolto nella necropoli asburgica di Vienna.

## Tombe dei duchi di Lorena

### Tomba di René II di Lorena e statua sdraiata di Philippe de Gueldre

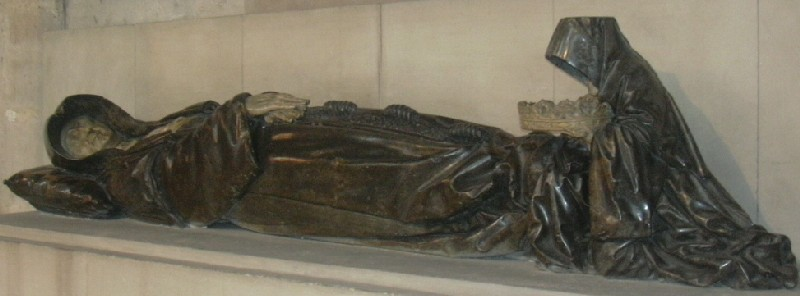
Figura sdraiata di Filippina di Gheldria

Nella navata, vicino al coro, si trova la tomba del duca René II, caratterizzata da un monumentale enfeu rinascimentale policromo dell'architetto Jacques Vauthier ed eseguito nel 1511. La policromia è stata restaurata nel XIX secolo.
Tra le figure sdraiate situate nella prima parte della navata (tutte riportate in seguito), quella della moglie di René II, Filippina di Gheldria (originariamente a Pont-à-Mousson), è notevole per le sculture di Ligier Richier e per il trattamento del calcare della Mosa che gli conferisce l'aspetto del marmo.

### Altre tombe
Si possono notare anche le figure sdraiate di Enrico III di Vaudémont, Antonio di Vaudémont e Marie d'Harcourt (1398-1476), così come la tomba del cardinale Charles de Vaudémont di Florent Drouin.
Una bella statua in stile romanico chiamata Il ritorno del crociato, del XII secolo, si presume essere la tomba di Gérard I di Vaudémont e Huderige di Dagsbourg (o Hugh I Vaudémont e Aigeline di Borgogna), con la donna che riabbraccia il marito dopo un'assenza di oltre dieci anni.
L'incisore Jacques Callot e il pittore Jean Le Clerc sono sepolti nel chiostro attiguo alla chiesa.

## La Chiesa e gli Asburgo-Lorena
La Chiesa dei Cordeliers ha a lungo mantenuto legami speciali con la Casa d'Asburgo-Lorena. A partire dal 1760, l'imperatore d'Austria si preoccupò delle tombe dei suoi antenati e fece eseguire diversi lavori in marmo oltre a far celebrare delle messe. Maria Antonietta, nata principessa d'Austria, fece tappa nella cappella dei suoi antenati prima di raggiungere il suo futuro marito Luigi XVI.
Durante la Rivoluzione francese, le tombe furono profanate e le bare sventrate. Tuttavia, gli addetti ai cimiteri si preseno cura delle salme, seppellendo le ossa nel cimitero di Boudonville, per metterle al riparo. Durante la Restaurazione, Luigi XVIII e Francesco I d'Austria si preoccuparono del triste stato della cappella rotonda che venne restaurata e le salme solennemente reintegrate il 9 novembre 1826. La cerimonia espiatoria si svolse sotto la direzione di Nicolas-Charles de Vincent, nobile di Lorena ed ex ambasciatore austriaco, e Charles de Forbin-Janson, vescovo di Nancy. Successivamente si verificarono altri depositi mortuari. Nel 1826 l'imperatore d'Austria creò una fondazione ponendo un cappellano incaricato di celebrare la messa quotidiana e di fornire un solenne servizio funebre a novembre in memoria dei suoi antenati. Questo servizio è stato eseguito ininterrottamente fino al 1914.
Nel 1867, anche Francesco Giuseppe I, imperatore d'Austria, venne a pregare sulla tomba dei suoi antenati.
Dopo la prima guerra mondiale, un gruppo di lorenesi, guidati dal maresciallo Lyautey, organizzò la messa solenne in memoria dei duchi e dei principi di Lorena e Bar. Questa funzione, attiva dal 1934, si svolge in autunno, generalmente alla fine di ottobre. È organizzata dalla Società di storia della Lorena e dal Museo della Lorena. La messa è celebrata dal parroco della basilica di Saint-Epvre, da cui dipende la chiesa dei Cordeliers. A volte è presieduta dal vescovo di Nancy e Toul.
Nella cappella dei Cordeliers, il 10 maggio 1951, Ottone d'Asburgo-Lorena e Regina di Sassonia-Meiningen, vennero uniti in matrimonio e il 10 maggio 2001 hanno celebrato le nozze d'oro. Il 9 luglio 2011, vi è stata celebrata una messa da requiem in memoria dell'arciduca Ottone d'Asburgo-Lorena, alla quale presenziarono circa 350 persone.

## Galleria d'immagini

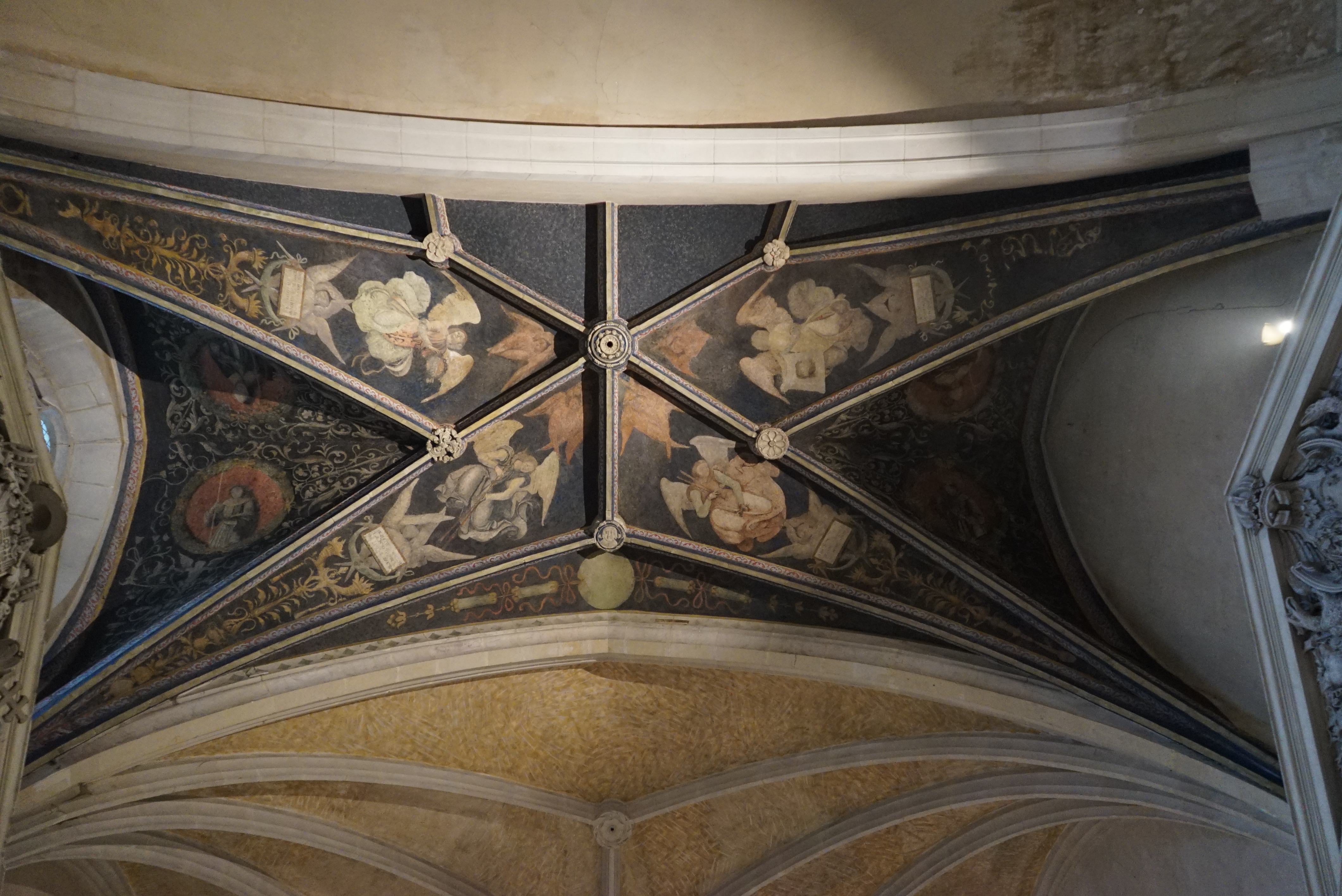
Anges instruments de la Passion.
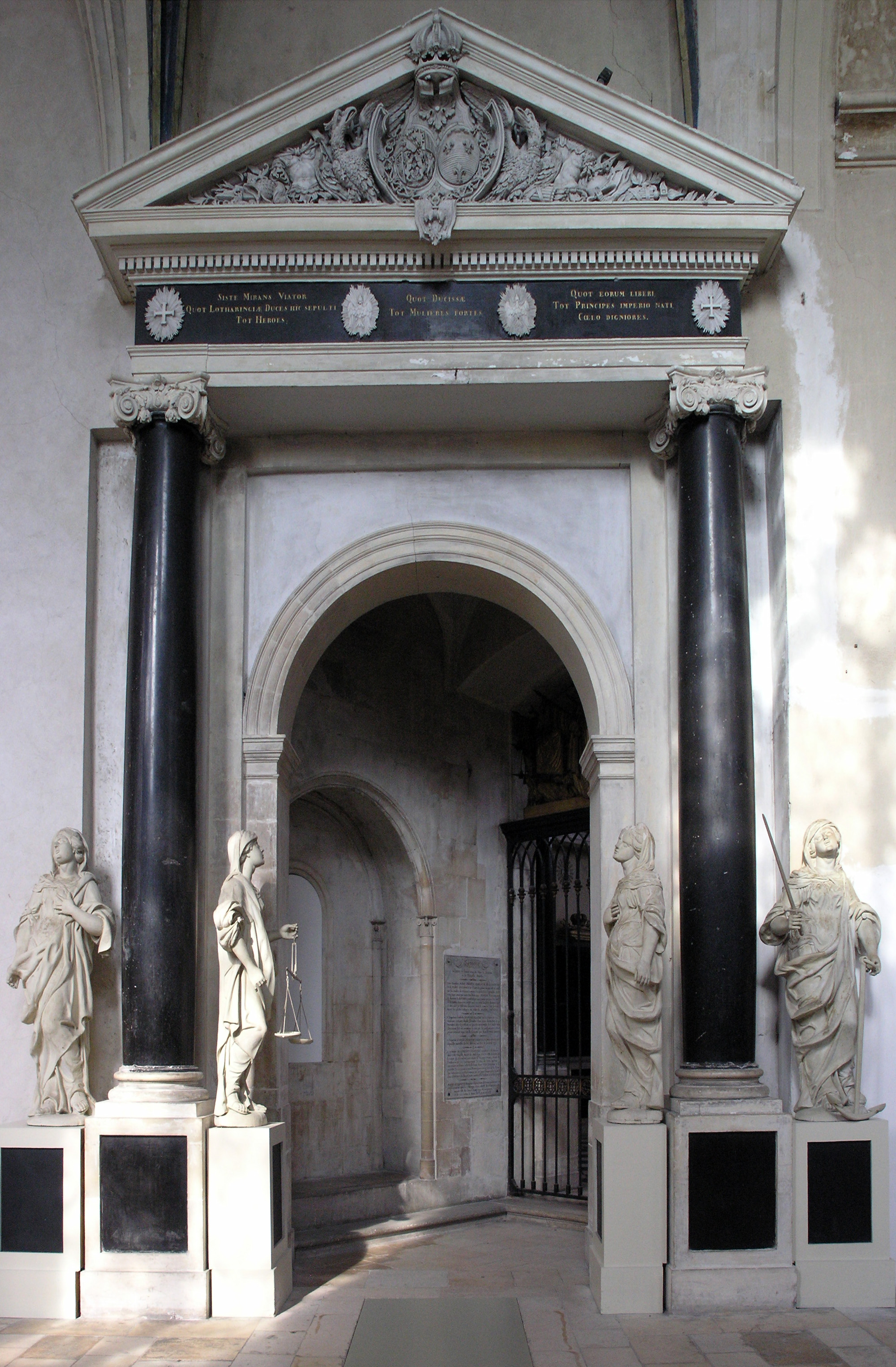
Ingresso della cappella funeraria
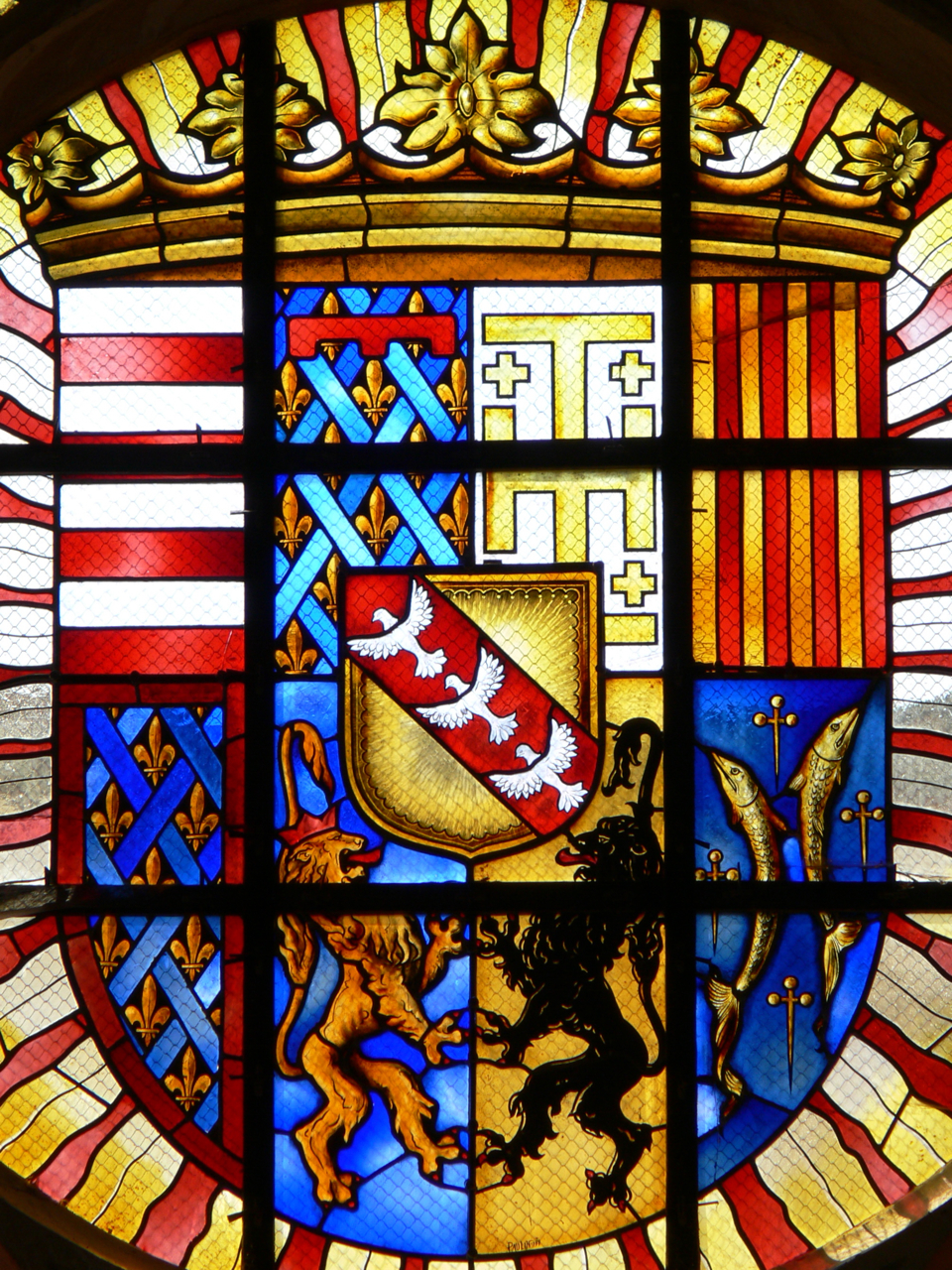
Stemma del duca Antonio di Lorena sulla porta della chiesa.
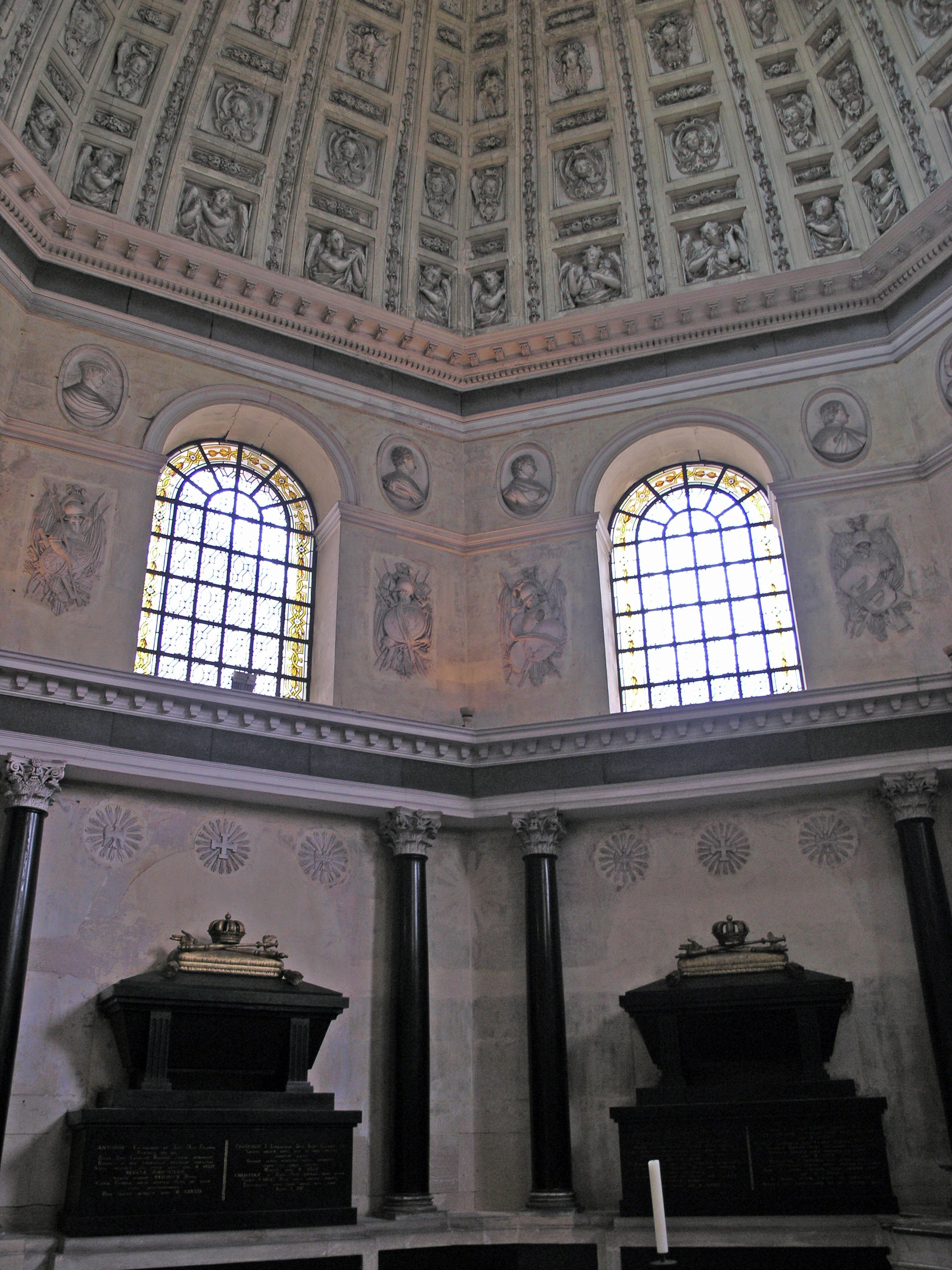
Interno della cappella funeraria
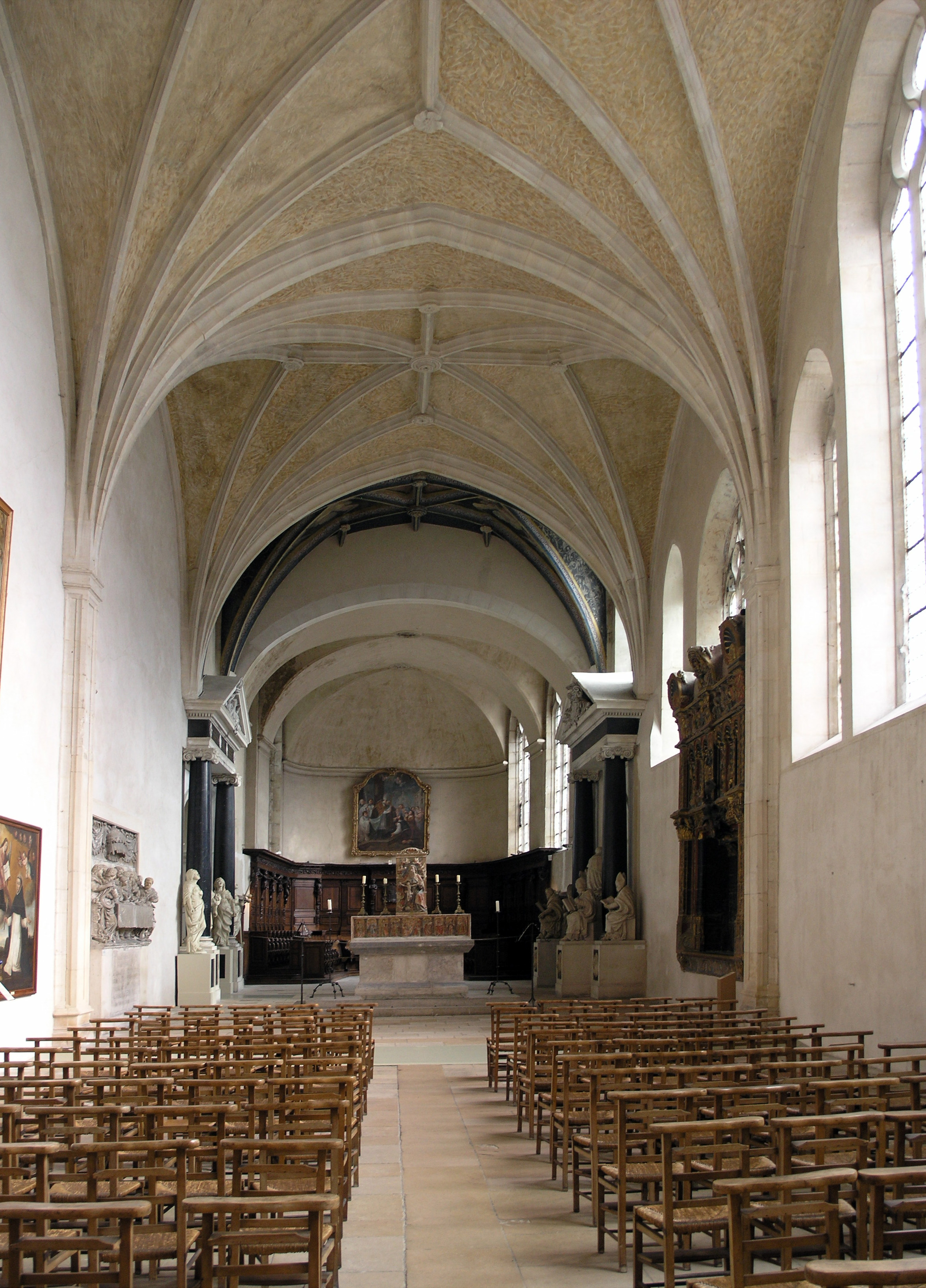
Navata della chiesa.
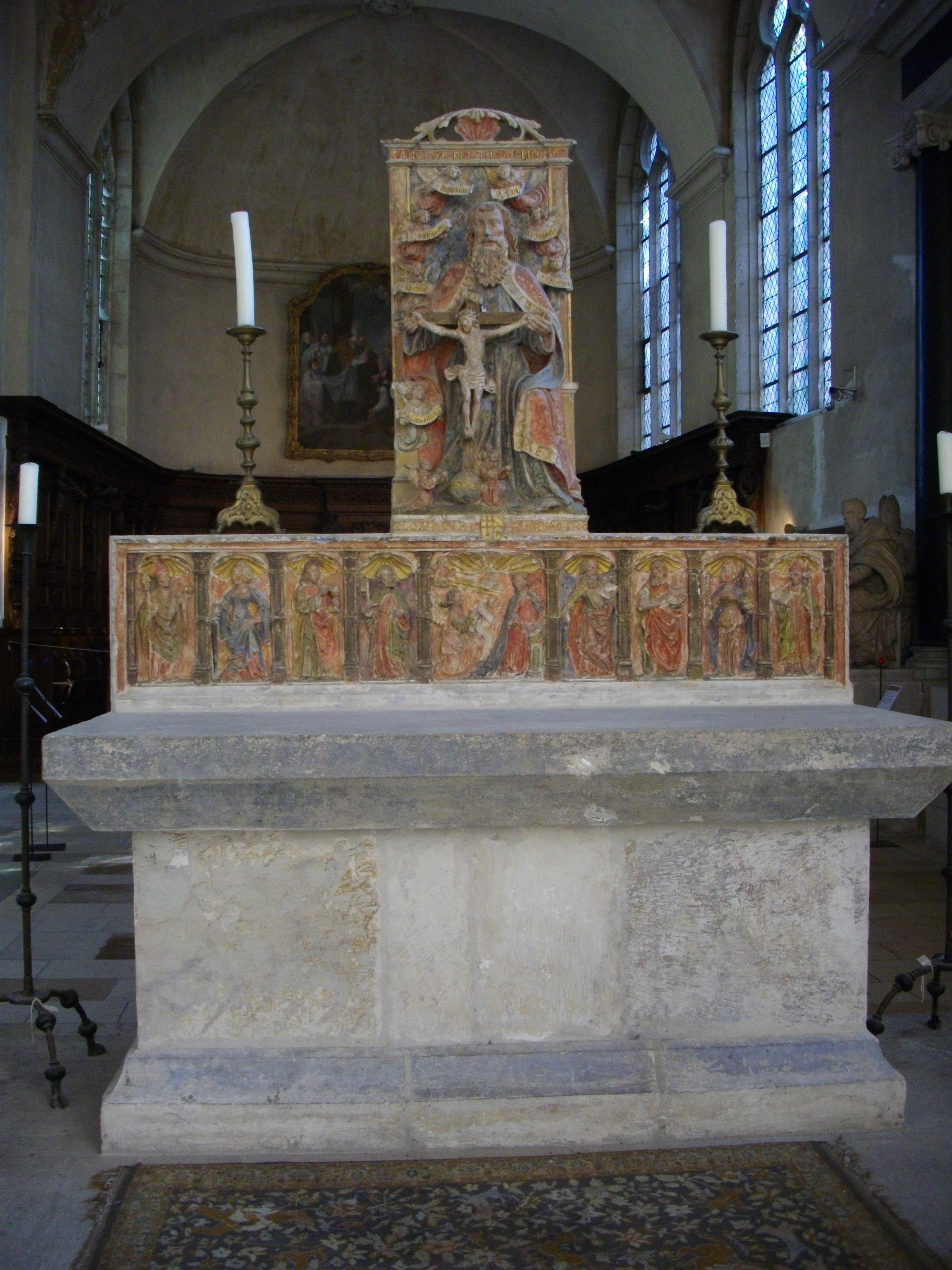
Pala d'altare della cappella di Saint-Fiacre.